# Tilletia setariae
Tilletia setariae är en svampart som beskrevs av L. Ling 1945. Tilletia setariae ingår i släktet Tilletia och familjen Tilletiaceae.   Inga underarter finns listade i Catalogue of Life.